# 1397 w literaturze
Wydarzenia literackie w 1397 roku.

## Urodzili się
- Ausiàs March, hiszpański poeta (zm. 1459)
- Nōami, japoński poeta (zm. 1471)

## Zmarli
- Francesco Landino, włoski poeta (ur. ok. 1325)
- Teodor Meliteniota, bizantyński poeta (rok narodzin nieznany)
- Henryk z Hesji, niemiecki filozof i teolog (ur. 1325)